# Clifton Cushman
Clifton Emmett Cushman, detto Cliff (Cedarville, 2 giugno 1938 – Haiphong, 25 settembre 1966), è stato un ostacolista statunitense.

## Palmarès
| Anno | Manifestazione  | Sede | Evento   | Risultato | Prestazione | Note |
| ---- | --------------- | ---- | -------- | --------- | ----------- | ---- |
| 1960 | Giochi olimpici | Roma | 400 m hs | Argento   | 49"6        |      |